# تسويوشي ميايتشي
تسويوشي ميايتشي (باليابانية: 宮市 剛) (1 يونيو 1995 في أوكازاكي في اليابان – )؛ هو لاعب كرة قدم ياباني سابق كان يلعب كمهاجم.

## وصلات خارجية
- تسويوشي ميايتشي على موقع رابطة كرة القدم اليابانية للمحترفين (اليابانية)
- تسويوشي ميايتشي على موقع قاعدة بيانات كرة القدم.إي يو (الإنجليزية)
- تسويوشي ميايتشي على موقع Soccerway.com (الإنجليزية)
- تسويوشي ميايتشي على موقع عالم كرة القدم.نت (الإنجليزية)
- تسويوشي ميايتشي على موقع كووورة